# Великі десантні кораблі проєкту 775
Великі десантні кораблі проєкту 775 (за кодифікацією НАТО — класу «Ропуха») — серія великих десантних кораблів (ВДК) 2-го рангу ближньої та дальньої морської зони, що побудовані в Польщі на Північній верфі (пол. Stocznia Północna) в Гданську для ВМФ СРСР.
Кораблі призначені для висадки морського десанту на необладнане узбережжя та перекидання морем військ і вантажів. Здатні транспортувати різні види бронетехніки, включно з танками. 
На зміну десантним кораблям проєкту 775 повинні були прийти кораблі нового проєкту 778, перші два кораблі були закладені також на верфі у Гданську. Після розпаду СРСР в 1992 році обидва недобудовані кораблі нового проєкту були порізані на брухт на стапелях.

## Проєкт
ВМФ СРСР потрібен був новий десантний корабель для заміни старіючих ВДК проєкту 1171. Корабель повинен був стати спеціально спроєктованим для десантних операцій, мати потужніше озброєння і живучість, на відміну від кораблів проєкту 1171, зроблених на основі суховантажа. Кораблі проєкту повинні були займати проміжне положення між «ВДК 1174» і середніми десантними кораблями. Проєктування здійснювалося в Польщі. Головним конструктором був польський інженер-кораблебудівник О. Висоцький, а головним спостерігачем від ВМФ СРСР був спочатку капітан 1-го рангу Б. Н. Молодожников, потім — цивільний фахівець М. І. Рибников.

## Конструкція
Корабель має розвинену кормову надбудову. На кормі є герметичний відкидний лацпорт, потрібний для завантаження техніки з пірса при швартуванні кормою. Танковий трюм проходить по всій довжині корпусу, поєднуючи лацпорт і носову апарель, що дозволяє проводити десантування амфібійної техніки в морі при штормі до 4 балів. Корпус корабля має подвійне дно та 12 водонепроникних перебірок, що підвищують живучість.

### Озброєння
Для обстрілу берегових укріплень і знищення живої сили противника десантні кораблі проєкту 775 використовують дві ПУ МС-73 РСЗО А-215 «Град-М» калібру 122 мм, що здатні вести вогонь з інтервалом 0,5 секунди на віддаль 21 км. З артилерійського озброєння ВДК мають дві спарені 57-мм АУ АК-725 з дистанційним наведенням. Для посилення вогневої потужності й засобів ППО на ВДК проєкту 775М замість двох АК-725 був встановлений артилерійський комплекс, до складу якого входять одна установка АК-176 і дві установки АК-630М.

### Радіотехнічне озброєння
Управління механізмами наведення на кораблях проєкту 775 і 775 / II здійснюється за допомогою приладів управління стрільбою МР-103 «Барс», а на кораблях проєкту 775 / III для управління артилерійським озброєнням встановлена єдина система управління вогнем МР-123/176 «Вимпел». Для управління вогнем реактивної артилерії встановлювалася СУО ПС-73 «Гроза». Також кораблі проєкту обладнані радіолокаційною станцією загального виявлення МР-302 «Рубка» з дальністю дії до 100 км (на кораблях пр. 775 / III замість МР-302 встановлена МР-352 «Позитив») і двома навігаційними РЛС МР-212/201 з дальністю дії до 64 км (в ході побудови й модернізацій на кораблі могли встановлюватися різні НРЛС «Дон», «Вайгач», «Міус»).

### Десантні можливості
Десантомісткість :
- 10 середніх танків і 340 осіб.
- 12 одиниць бронетехніки та 340 осіб.
- 3 середні танки, 3 САУ 2С9 «Нона-С», 5 МТ-ЛБ, 4 вантажні автомашини і 313 чол.

або:
- варіант 1 — 13 середніх (основних) танків;
- варіант 2 — 13 БТР ;
- варіант 3 — 20 вантажних автомобілів;
- особовий склад десанту (при першій-ліпшій нагоді завантаження) — 150 чол.

Розміри вантажного відсіку 55 × 6,5 × 4,5 м + 40 × 4,5 × 4,5 м, Маса вантажу — до 480 тонн. Десант розміщується в декількох кубриках і офіцерських 4-місних каютах .

## Представники проєкту
Кольори таблиці:
- — недобудований або утилізований не спущеним на воду
- — діє у складі ВМФ РФ
- — діючий у складі не російських ВМС або як цивільне судно
- — списаний, утилізований чи втрачений
- — знищений, втрачений у бойових діях
- — пошкоджений в бойових діях, статус невідомий

| Назва              | б/н             | Зав. №          | Активність      | Флот               | Стан                                       | Примітки |
| Проєкт 775 — 12    | Проєкт 775 — 12 | Проєкт 775 — 12 | Проєкт 775 — 12 | Проєкт 775 — 12    | Проєкт 775 — 12                            | Проєкт 775 — 12 |
| ------------------ | --------------- | --------------- | --------------- | ------------------ | ------------------------------------------ | --- |
| СДК-47 (ВДК-47)    | 134             | 775/1           | 01.07.1974      | БФ                 | Списаний 17.12.1994                        | |
| СДК-48 (ВДК-48)    | 061             | 775/2           | 30.06.1975      | ТОФ                | Списаний 05.07.1994                        | |
| СДК-63 (ВДК-63)    | 083             | 775/3           | 30.06.1975      | ТОФ                | Списаний 05.07.1994                        | |
| СДК-90 (ВДК-90)    | 058             | 775/4           | 30.11.1975      | ТОФ                | Списаний 05.07.1994                        | |
| СДК-91 (ВДК-91)    | 012             | 775/5           | 30.06.1976      | ПФ                 | Пошкоджений з 04.08.2023                   | з 07.05.2000 — «Оленегорский горняк»                                                                                                   |
| СДК-181 (ВДК-181)  | 083             | 775/6           | 09.10.1976      | ТОФ                | Списаний 05.07.1994                        | |
| СДК-182 (ВДК-182)  | 027             | 775/7           | 23.02.1977      | ПФ                 | Активний                                   | з 09.02.1999 — «Кондопога» |
| СДК-183 (ВДК-183)  | 035             | 775/8           | 15.03.1977      | ПФ                 | Списаний 22.06.2005                        | з 10.04.2003 — «Котлас» |
| СДК-197 (ВДК-197)  | 055             | 775/9           | 21.09.1977      | ТОФ                | Списаний 05.07.1994                        | |
| СДК-200 (ВДК-200)  | 011             | 775/10          | 1977            | ПФ                 | Списаний 30.06.1993                        | |
| СДК-55 (ВДК-55)    | 031             | 775/11          | 30.07.1978      | ПФ                 | Активний                                   | з 09.05.2001 — «Олександр Отраковський»                                                                                                |
| СДК-119 (ВДК-119)  | н/д             | 775/12          | 27.02.1979      | Збройні сили Ємену | Затонув 01.02.2018                         | В 1979 переданий Ємену; списаний у 2002 році; з 2002 — суховантаж «Sam Of Yemen»                                                       |
| Проєкт 775/II — 13 |                 |                 |                 |                    |                                            | |
| ВДК-14             | 070             | 775/13          | 31.08.1981      | ТОФ                | Списаний 03.05.2001                        | |
| ВДК-101            | 066             | 775/14          | 19.12.1981      | ТОФ                | Активний                                   | з 24.01.2006 — «Ослябя» |
| ВДК-105            | 125             | 775/15          | 02.03.1982      | БФ                 | Списаний 10.04.2002                        | |
| ВДК-98             | 055             | 775/16          | 28.09.1982      | ТОФ                | Активний                                   | c 25.07.2011 — «Адмірал Невельський»                                                                                                   |
| ВДК-32             | 039             | 775/17          | 1982            | ПФ                 | Списаний 10.04.2002                        | |
| ВДК-43             | 127             | 775/18          | 30.05.1983      | БФ                 | Виведений з ладу 13.09.2023 в Севастополі  | з 16.09.2000 — «Мінськ» |
| ВДК-58             | 102             | 775/19          | 09.12.1984      | БФ                 | Активний                                   | з 30.04.1999 — «Калінінград» |
| ВДК-45             | 016             | 775/20          | 05.03.1985      | ПФ                 | Активний                                   | з 27.07.2002 — «Георгій Побідоносець»                                                                                                  |
| ВДК-56             | 402             | 775/21          | 1985            | ЧФ → ВМСУ → ЧФ     | Пошкоджений 26.03.2024                     | З 1991-го — «Костянтин Ольшанський». З 1996 року перебував у складі ВМС України, 2014 року захоплений росіянами під час анексії Криму. |
| ВДК-60             | 110             | 775/22          | 31.12.1985      | БФ                 | Активний                                   | з 12.11.1986 — «Олександр Шабалін» |
| ВДК-64             | 158             | 775/23          | 30.09.1986      | ЧФ                 | Знищений 14.02.2024 неподалік міста Алупка | з 10.05.1989 — «Цезар Куніков» |
| ВДК-46             | 142             | 775/24          | 30.11.1987      | ЧФ                 | Знищений 26.12.2023 в Феодосії             | з 2002 року — «Новочеркаськ» |
| ВДК-67             | 156             | 775/25          | 30.04.1988      | ЧФ                 | Пошкоджений 24.03.2024 в Севастополі       | з 03.01.2002 — «Ямал» |
| Проєкт 775/III — 3 |                 |                 |                 |                    |                                            | |
| ВДК-54             | 151             | 775/26          | 12.10.1990      | ЧФ                 | Пошкоджений 24.03.2024 в Севастополі       | з 23.11.1998 — «Азов» |
| ВДК-11             | 077             | 775/27          | 10.04.1991      | ТОФ                | Активний                                   | з 24.01.2006 — «Пересвіт» |
| ВДК-61             | 130             | 775/28          | 10.07.1991      | БФ                 | Активний                                   | з 30.08.2000 — «Корольов» |

## Бойове застосування

### Російсько-українська війна
Вранці 24 березня 2022 року в порту Бердянська, на той час окупованого російськими військовими, було знищено два великі десантні кораблі проєкту 1171.
Крім того, внаслідок удару було пошкоджено два російські великі десантні кораблі проєкту 775 (імовірно «Цезар Куніков» та «Новочеркаськ»).
В серпні 2022 року російська пропаганда повідомила, що Чорноморський флот РФ не може повернути в стрій після ремонту два великі десантні кораблі проєкту 775. Причина начебто полягала в тому, що кораблі цього проєкту мають польські силові установки, дизельні двигуни типів ZV40/48 та ZL40/48. У 2019 році росіяни купили у поляків запасні форсунки до таких двигунів, але у 2022 році начебто виявилось, що польські форсунки браковані, а придбати нові Росія в Польщі не може через запроваджені санкції.
В оригіналі рашисти говорять, що мова начебто йде про десантні кораблі «Цезарь Куніков» та «Новочеркаськ», які отримали пошкодження 25 березня 2022 року під час удару «Точкою-У» по порту тимчасово окупованого Бердянська, і котрі начебто всі ці 4 місяці простояли на ремонті після отриманих пошкоджень.
Але автори порталу «Крым. Реалии» наводять дещо інші дані — на перманентному ремонті на 13-ому судноремонтному заводі в тимчасово окупованому Севастополі стоїть десантний корабель «Азов» та ще один неідентифікований ВДК проєкту 775. А той же «Цезарь Куніков» на початку серпня 2022 року зміг своїм ходом прийти в тимчасово окупований Севастополь, що виключає проблеми із силовою установкою.
В ніч на 4 серпня 2023 року український надводний дрон уразив ВДК-91 «Оленегорский горняк» Північного флоту ВМФ РФ неподалік військово-морської бази в Новоросійську. Корабель отримав крен на лівий борт.
Рано вранці 13 вересня 2023 року внаслідок української ракетної атаки по Севморзаводу був знищений ВДК «Мінськ» та пошкоджений підводний човен «Ростов-на-Дону» проєкту 636.3 «Варшавянка».
В ніч на 26 грудня 2023 був повністю знищений ВДК-46 («Новочеркаськ») українським ударом крилатими ракетами під час стоянки в порту окупованої Феодосії .
14 лютого 2024 року Головне управління розвідки знищило корабель «Цезар Куніков» за допомогою безпілотних надводних апаратів Magura.
У ніч на 24.03.2024 в окупованому Севастополі Сили оборони уразили великі десантні кораблі «Ямал» і «Азов» 